# Missão das Nações Unidas na República Centro-Africana
A Missão das Nações Unidas na República Centro-Africana (em inglês:  United Nations Mission in the Central African Republic, em francês:  Mission des Nations Unies en République Centrafricaine, mais conhecida pela abreviação MINURCA) foi uma força de manutenção da paz das Nações Unidas na República Centro-Africana. A missão, que possuía das 1350 militares, foi estabelecida pela Resolução 1159 do Conselho de Segurança das Nações Unidas em março de 1998. Foi substituída em 2000 depois que a República Centro-Africana realizou duas eleições pacíficas com o  integralmente civil Escritório de Apoio das Nações Unidas à Construção da Paz na República Centro-Africana (BONUCA).